# 北酒場
『北酒場』（きたさかば）は、1982年3月21日に発売された細川たかしの18枚目のシングル。

## 解説
細川のデビュー曲『心のこり』と同様になかにし礼（作詞）と中村泰士（作曲）のコンビで制作されたが、演歌というよりは軽快な歌謡曲･J-POP風の楽曲である。1982年のオリコン年間ヒットチャート第5位にランクインした。
1982年1月16日にレコーディングしたが、この時点ではレコード化の予定はなかった。その後、細川がレギュラー出演していたテレビ朝日系列『欽ちゃんのどこまでやるの!』の出演者・萩本欽一が番組内で何か一曲歌うことを提案し、本曲が採用された。同番組では1月27日の放送で初披露して以来、9月15日まで毎週歌われ、幅広い年齢層に浸透した。
2月に仙台の有線放送で1位になり、5月31日にはオリコンのベスト10にランクインし、最高3位を記録した。同年の『第24回日本レコード大賞』を受賞、『第33回NHK紅白歌合戦』でも披露された。
TBS系『ザ・ベストテン』では6月3日放送分で初登場し、通算11週ランクイン（10週連続）。同番組年間ランキングでは1位を獲得した。フジテレビ系『FNS歌謡祭』の第11回放送で最優秀視聴者賞を受賞したほか、『全日本有線放送大賞』の第15回放送と、TBS系列で放送される『日本有線大賞』の第15回放送でそれぞれグランプリを受賞した。
2003年10月22日には次作「矢切の渡し」とのカップリングでマキシシングル化された。2021年の『第72回NHK紅白歌合戦』では同郷・北海道出身である大泉洋とのデュエットで披露された。
マレーシアの演歌歌手・荘学忠が『層層相思』のタイトルでカバーしている。
B面曲の「幸子」（さちこ）は、1973年に森本卓男とラ・カンパーニャ（唄：井田ひろし）が発表した楽曲のカバー。

## 収録曲
1. 北酒場 (3分44秒)
作詞：なかにし礼／作曲：中村泰士／編曲：馬飼野俊一
2. 幸子 (2分55秒)
作詞：岩城健治／補作詞：川野ただし／作曲：水上勉／編曲：小杉仁三

## 価格
- 発売当時の値段は700円

## カバー
- 石川さゆり（1982年、アルバム『さゆり挽歌』）
- テレサ・テン（1985年、アルバム『Best Selection』）
- 香西かおり（1991年、アルバム『綴織百景Vol.1 酒』）
- 最上川司（2015年、シングル『まつぽいよ』）